# Liste der Biografien/Riev
Liste der Biografien |
Portal Biografien |
Personensuche
# |
A |
B |
C |
D |
E |
F |
G |
H |
I |
J |
K |
L |
M |
N |
O |
P |
Q |
R |
S |
T |
U |
V |
W |
X |
Y |
Z |
?
 
Ra |
Rb |
Rd |
Re |
Rh |
Ri |
Rj |
Rk |
Rl |
Rm |
Rn |
Ro |
Rr |
Rs |
Rt |
Ru |
Rv |
Rw |
Rx |
Ry |
Rz
 
Ria |
Rib |
Ric |
Rid |
Rie |
Rif |
Rig |
Rih |
Rii |
Rij |
Rik |
Ril |
Rim |
Rin |
Rio |
Rip |
Riq |
Rir |
Ris |
Rit |
Riu |
Riv |
Riw |
Rix |
Riy |
Riz
 
Rieb |
Riec |
Ried |
Rief |
Rieg |
Rieh |
Riek |
Riel |
Riem |
Rien |
Riep |
Rier |
Ries |
Riet |
Rieu |
Riev |
Riew |
Riex |
Riez
Die Liste der Biografien führt alle Personen auf, die in der deutschsprachigen Wikipedia einen Artikel haben. Dieses ist eine Teilliste mit 6 Einträgen von Personen, deren Namen mit den Buchstaben „Riev“ beginnt.

## Riev

### Rieva
- Rievaulx, Mary Wilson of (1916–2018), britische Dichterin und die Ehefrau von Harold WilsonMary Wilson of Rievaulx (1916–2018)

Mary Wilson of Rievaulx (1916–2018)

### Rieve
- Rieve, Friedrich (1896–1982), deutscher Vizeadmiral
- Rieve, Georg (1888–1966), deutscher Architekt
- Rieve, Johannes (1862–1911), deutscher Seeoffizier, zuletzt Konteradmiral der Kaiserlichen Marine
- Rieve, Johannes (1892–1950), deutscher Offizier der Kriegsmarine der Wehrmacht
- Rievel, Heinrich (1866–1926), deutscher Veterinärmediziner und Hochschullehrer